# Frico
Il frico (nell'originaria pronuncia friulana fricò) è un piatto a base di formaggio di varie stagionature, accompagnato nella sua versione morbida da patate e cipolla. Considerato la preparazione più tipica del Friuli e della cucina friulana, è riconosciuto tra i prodotti agroalimentari tradizionali friulani e giuliani. È diffuso anche nella vicina Slovenia ed in Carinzia, dove prende il nome di frika.

## Storia
Questo piatto è stato descritto per la prima volta con il nome di "caso in patellecte"  dal maestro Martino da Como, cuoco del patriarca di Aquileia, cardinale Ludovico Trevisan, nella sua opera De Arte Coquinaria verso la metà del XV secolo.
Fino alla fine dell'Ottocento il termine in uso aveva l'accento sull'ultima vocale: fricò. Tra la metà Ottocento e soprattutto nel Novecento la lingua italiana ha contaminato il friulano parlato ed, essendo rare in italiano le parole tronche, gradualmente l'accento venne retrocesso. 

## Caratteristiche
Si tratta di formaggio cotto in padella con burro o lardo.
Si presenta in due versioni: friabile o morbido.
Entrambi si possono servire sia come antipasto che come secondo. Sebbene oggi il frico sia visto come un piatto festivo, tradizionalmente la sua preparazione era finalizzata al recupero dei ritagli di formaggio (strissulis), sottili strisce dall'aspetto simile a mozzarella, parte in eccesso dopo la sagomatura delle forme di formaggio.
Il frico friabile o croccante è molto sottile ed è fatto di solo formaggio (generalmente montasio) che viene fritto nel suo burro. 
Facile da sagomare è ottimo per delle terrine di funghi o fonduta di montasio. Può essere servito anche come snack.

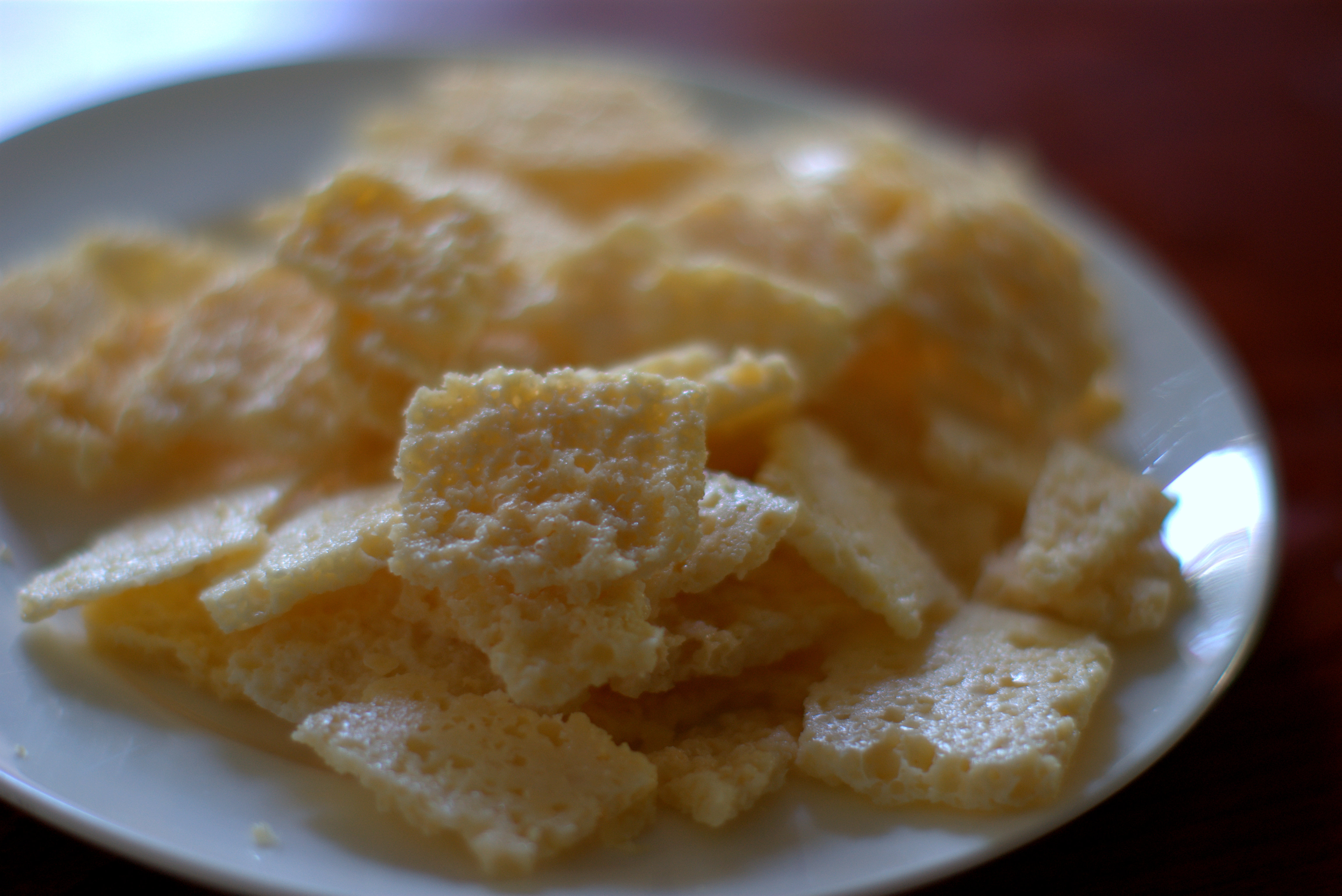
Frico

Il frico morbido si prepara con del formaggio, patate, cipolle (di solito varietà dorata), si presenta come una grossa frittata ed è servito con la polenta.

## Preparazione
Si prende del formaggio stagionato (montasio, latteria o malga) da 6 a 12 mesi e lo si grattugia o si taglia a pezzi. Si fa scaldare una padella di ferro unta leggermente (o un tegamino antiaderente) e vi si sparge in uno strato sottile ed uniforme una manciata di formaggio, le cipolle e le patate (a seconda delle dimensioni della padella e della quantità di formaggio, lo strato sarà pressoché circolare con un diametro dai 10 ai 15 centimetri). Si schiaccia con una paletta per far uscire il grasso in eccesso e, quando è dorato, lo si stacca con cura (per non romperlo) dal tegame e lo si fa rosolare dall'altro lato. Togliere dalla padella e far raffreddare su una carta assorbente da cucina. 
Ne risulta un biscotto di formaggio friabile e molto saporito. Nella tradizione la cottura avveniva sulla stufa a legna; su fuochi a gas o elettrici si ottengono comunque ottimi risultati.

## Diffusione
Il frico è offerto in quasi tutte le sagre in Friuli ed ha anche due eventi dedicati: uno a Carpacco di Dignano, la cosiddetta Sagre dal frico, e uno a Flaibano, il festival A tutto frico..., dove se ne prepara anche una versione tipica locale con le erbe e una piccante. A Tolmino, in Slovenia, ogni anno viene organizzato il Frika Fest.